# 과산화 염소
과산화 염소(過酸化 塩素)는 염소와 산소로 이루어진 화합물이다. 분자식은 Cl2O2이다. 이산화 염소(Chlorine dixide)와는 다른 물질이다.

## 생성
Cl2 + hν → 2Cl
Cl + O3 → O2 + ClO·
2ClO· + M → ClOOCl + M
ClOOCl + hν → Cl + ClO2
ClO2 + M → Cl + O2